# Malacoscylus lacordairei
Malacoscylus lacordairei är en skalbaggsart som först beskrevs av Thomson 1868.  Malacoscylus lacordairei ingår i släktet Malacoscylus och familjen långhorningar. Inga underarter finns listade i Catalogue of Life.